# Poškodba
Poškodba je kakršna koli sprememba stvari, pogosto fizičnega objekta, zaradi katere stvar ni več v svojem prvotnem neokrnjenem stanju. Široko jo lahko opredelimo kot »spremembo, vneseno v sistem, ki škodljivo vpliva na trenutno ali prihodnje delovanje sistema«. Poškodba ne pomeni nujno popolne izgube funkcionalnosti sistema, ampak pomeni prenehanje optimalnega delovanja sistema.

## Mehanska poškodba
Vsaka mehanska poškodba se začne na atomski ravni s premikom ali razcepom atomske vezi, hitrost pojava poškodbe pa je tako v veliki meri odvisna od elastičnosti takih vezi v materialu, ki je izpostavljen stresu. Poškodba se lahko pojavi, kadar atomske vezi niso popolnoma prekinjene, vendar se premaknejo, s čimer nastanejo nestabilni žepi zgostitve in razredčitve materiala, ki so dovzetnejši za poznejši prelom,:1. in vključuje mehanski stres, ki oslabi strukturo, tudi če to ni vidno.:1.
Učinek zunanjih sil na material je odvisen od relativne elastičnosti in plastičnosti materiala; če je material bolj elastičen, so spremembe njegove konsistence reverzibilne in se lahko vrne v prvotno stanje. Če pa je material bolj plastičen, so spremembe trajne, vsaka taka sprememba pa poveča možnost pojava razpoke ali zloma v materialu.:2–3. Čeprav se vsaka poškodba na atomski ravni pokaže s prekinjenimi atomskimi vezmi, je pojav poškodbe na makroskopski ravni odvisen od materiala in lahko vključuje razpoke, deformacijo in strukturno oslabitev, ki niso vidne.:4.
Poškodba zgradb in drugih predmetov je lahko tudi drugih vrst, npr. požarna poškodba, ki jo povzroči ogenj, vodna poškodba, ki jo povzroči voda, in radiacijska poškodba, ki jo povzroči ionizirajoče sevanje. Nekatere vrste poškodbe so značilne za vozila in mehanske ali elektronske sisteme, npr. poškodba s tujkom, ki jo povzroči prisotnost tuje snovi, delcev ali predmeta; poškodba z vodikom zaradi interakcij med kovinami in vodikom; in obrabna poškodba, ki vključuje poškodbe materialov zaradi cikličnega mehanskega obremenjevanja. Kadar je predmet poškodovan, ga je mogoče popraviti, tj. vrniti v prvotno stanje ali stanje, ki mu omogoča delovanje kljub poškodbi.

## Poškodba živih bitij
Poškodbo živih bitij imenujemo tudi telesna poškodba. Vrste poškodb, ki prizadenejo živa bitja, segajo od mikroskopske neposredne poškodbe DNA in poškodbe bioloških celic do poškodbe večjih sistemov, kot so poškodba živcev, poškodba možganov in poškodba sklepnega hrustanca. Obsežnejšo poškodbo telesa pogosto imenujemo travma. Staranje spremlja izguba sposobnosti hitrega okrevanja po različnih vrstah biološke poškodbe. Poškodba je eden od dveh dejavnikov, ki naj bi prispevala k biološkemu staranju (drugi dejavnik so programirani dejavniki, ki sledijo biološki časovni uri). S poškodbo povezani dejavniki vključujejo notranje in zunanje dejavnike, ki organizmu na različnih ravneh povzročajo vse večjo škodo.